# Арно Лусамба
Арно Лусамба (фр. Arnaud Lusamba, нар. 4 січня 1997, Мец, Франція) — конголезький футболіст, нападник турецького клубу «Аланіяспор» та національної збірної ДР Конго.

## Ігрова кар'єра

### Клубна
Арно Лусамба є вихованцем академії клубу «Нансі», куди перейшов у віці 13 - ти років. Після закінчення у 2014 році Лусамба приєднався до першої команди, продовжуючи грати за дубль. З сезону 2014/15 Арно став постійним гравцем основи. У 2016 році «Нансі» вийшов до Ліги 1 але Лусамба перейшов до клубу «Ніцца». І 14 серпня 2016 року дебютував у Лізі 1. Але стати повноцінним гравцем основи у нападника не вийшло, сезон 2018/19 він провів в оренді у бельгійському «Серкль Брюгге». А повернувшись після оренди, перейшов до клубу «Ам'єн».
Відігравши у Лізі 2 два сезони, влітку 2022 року фтболіст підписав трирічний контракт з турецьким клубом «Аланіяспор».

### Збірна
На міжнародному рвіні Арно Лусамба починав грати за юнацькі збірні Франції. Та у 2022 році прийняв запрошення національної федерації ДР Конго і 23 вересня 2022 року у товариському матчі проти команди Бурунді Лусамба дебютував у складі національної збірної ДР Конго.